# Кшижановиці (Нижньосілезьке воєводство)
Кшижановиці (пол. Krzyżanowice) — село в Польщі, у гміні Вішня-Мала Тшебницького повіту Нижньосілезького воєводства.
Населення — 499 осіб (2011).
У 1975-1998 роках село належало до Вроцлавського воєводства.

## Демографія
Демографічна структура станом на 31 березня 2011 року:
|          | Загалом | Допрацездатний вік | Працездатний вік | Постпрацездатний вік |
| -------- | ------- | ------------------ | ---------------- | -------------------- |
| Чоловіки | 241     | 61                 | 170              | 10                   |
| Жінки    | 258     | 42                 | 177              | 39                   |
| Разом    | 499     | 103                | 347              | 49                   |